# Boombayah
«Boombayah» (en hangul, 붐바야) es un sencillo del grupo surcoreano Blackpink. Fue lanzado como un sencillo digital, titulado Square One, junto con «Whistle» el 8 de agosto de 2016 por YG Entertainment y distribuido por KT Music. «Boombayah» encabezó la lista Billboard World Digital Songs en la primera semana de ventas.

## Antecedentes y lanzamiento
«Boombayah» fue lanzado el 8 de agosto de 2016 a las 8PM (KST) como un sencillo digital titulado Square One, junto con «Whistle», a través de varios portales de música digitales de Corea del Sur.

## Vídeo musical
El vídeo musical de «Boombayah» fue dirigido por Seo Hyun Seung, y fue lanzado en el canal oficial de Blackpink en YouTube el 8 de agosto de 2016.
Al 4 de febrero de 2019, «Boombayah» había acumulado cuatrocientas ochenta y ocho millones de visitas, mientras que «Whistle» tiene trescientas dieciséis mil millones de visitas. Todas las actuaciones en directo de Blackpink tienen cada uno más de un millón de vistas, siendo la más alta su debut para «Boombayah» en Inkigayo de SBS con más de diez millones de visitas. «Boombayah» también se convirtió en el vídeo debut musical más rápido en lograr cincuenta millones de visitas en YouTube de cualquier acto de K-pop, con nueve semanas después del lanzamiento.
En octubre de 2020, el vídeo superó las mil millones de visitas, convirtiéndose en el tercer vídeo musical de Blackpink en lograrlo y el único video musical debut que alcanza dicha cantidad.

## Promoción
Blackpink promocionó «Boombayah» en su debut en el escenario de Inkigayo el 14 de agosto de 2016. Posteriormente promovieron la canción durante las dos semanas siguientes en Inkigayo, y también presentaron «Boombayah» en los Seoul Music Awards el 19 de enero de 2017.

## Recepción de la crítica
Jeff Benjamin de Billboard K-Town, dijo que «abrazan la sensibilidad del hip-hop y los sonidos listos para el club con los que sus mayores obtuvieron un seguimiento internacional», refiriéndose a sus compañeros de agencia PSY, Big Bang y 2NE1.

## Rendimiento comercial
«Boombayah» entró en la séptima posición con 88 215 descargas vendidas y 1 866 737 streams en Corea del Sur. En Estados Unidos, «Boombayah» encabezó Billboard's World Digital Songs para la semana del 27 de agosto de 2016.

## Reconocimientos

### Premios y nominaciones
| Año  | Evento                | Premio                                   | Resultado | Ref.   |
| ---- | --------------------- | ---------------------------------------- | --------- | ------ |
| 2016 | Annual /r/kpop Awards | Mejor coreografía (Dúo o grupo femenino) | Nominado  | [ 13 ] |
| 2017 | Soompi Awards         | Mejor coreografía                        | Nominado  | [ 14 ] |

### Listados
| Publicación    | Lista                                                   | Ranking  | Ref.   |
| -------------- | ------------------------------------------------------- | -------- | ------ |
| Spotify        | Las 10 canciones k-pop más escuchadas en Spotify Brasil | Incluida | [ 15 ] |
| Verge Magazine | Las 10 mejores canciones de Blackpink                   | 2.º      | [ 16 ] |
| YouTube        | Top 10 Most-Watched K-Pop Music Videos of 2016          | 6.º      | [ 17 ] |

## Posicionamiento en listas
| Lista (2016)                                   | Mejor posición |
| ---------------------------------------------- | -------------- |
| Corea del Sur (Gaon Digital Chart)             | 7              |
| Estados Unidos (Billboard World Digital Songs) | 1              |
| Finlandia (Suomen virallinen lista)            | 21             |
| Francia (SNEP)                                 | 196            |
| Japón (Japan Hot 100)                          | 16             |

## Certificaciones
| País                                               | Organismo certificador | Certificación | Ventas certificadas            | Ref.   |
| -------------------------------------------------- | ---------------------- | ------------- | ------------------------------ | ------ |
| Japón                                              | RIAJ                   | Oro           | 50 000 000* (versión japonesa) | [ 22 ] |
| Japón                                              | RIAJ                   | Plata         | 30 000 000* (versión coreana)  | [ 23 ] |
| *Cifras de ventas basadas sólo en certificaciones. |                        |               |                                |        |

## Historial de lanzamiento
| País   | Fecha               | Formato                    | Sello                      | Ref.   |
| ------ | ------------------- | -------------------------- | -------------------------- | ------ |
| Varios | 8 de agosto de 2016 | Descarga digital streaming | YG Entertainment, KT Music | [ 24 ] |